# Barrage d'Enchanet
Le barrage d'Enchanet est situé en France sur les communes de Pleaux et d'Arnac (Cantal), dans le Massif central.
Il retient les eaux de la Maronne. Exploité par EDF, il est placé sous le contrôle de la DRIRE Auvergne.

## Histoire
Construit de 1946 à 1950, il a une hauteur de 69 mètres. Sa retenue, longue d'une quinzaine de kilomètres, reçoit également les eaux de l'Etze et de la Bertrande.
En 2011, la vanne de fond du barrage a été rénovée pendant trois semaines. D'ordinaire, elle permet un débit de 52 m3/s et subit une poussée constante de 330 tonnes.

## Capacités techniques
Hauteur de chute maximale : 66 mètres. Retenue d’eau : 92,7 millions de mètres cubes.
Il s'agit d'un barrage dit à double voûte, qui s'adapte à la typologie du paysage et à la roche dure du Cantal. Sa capacité de production est de trente mégawatts.

## Galerie

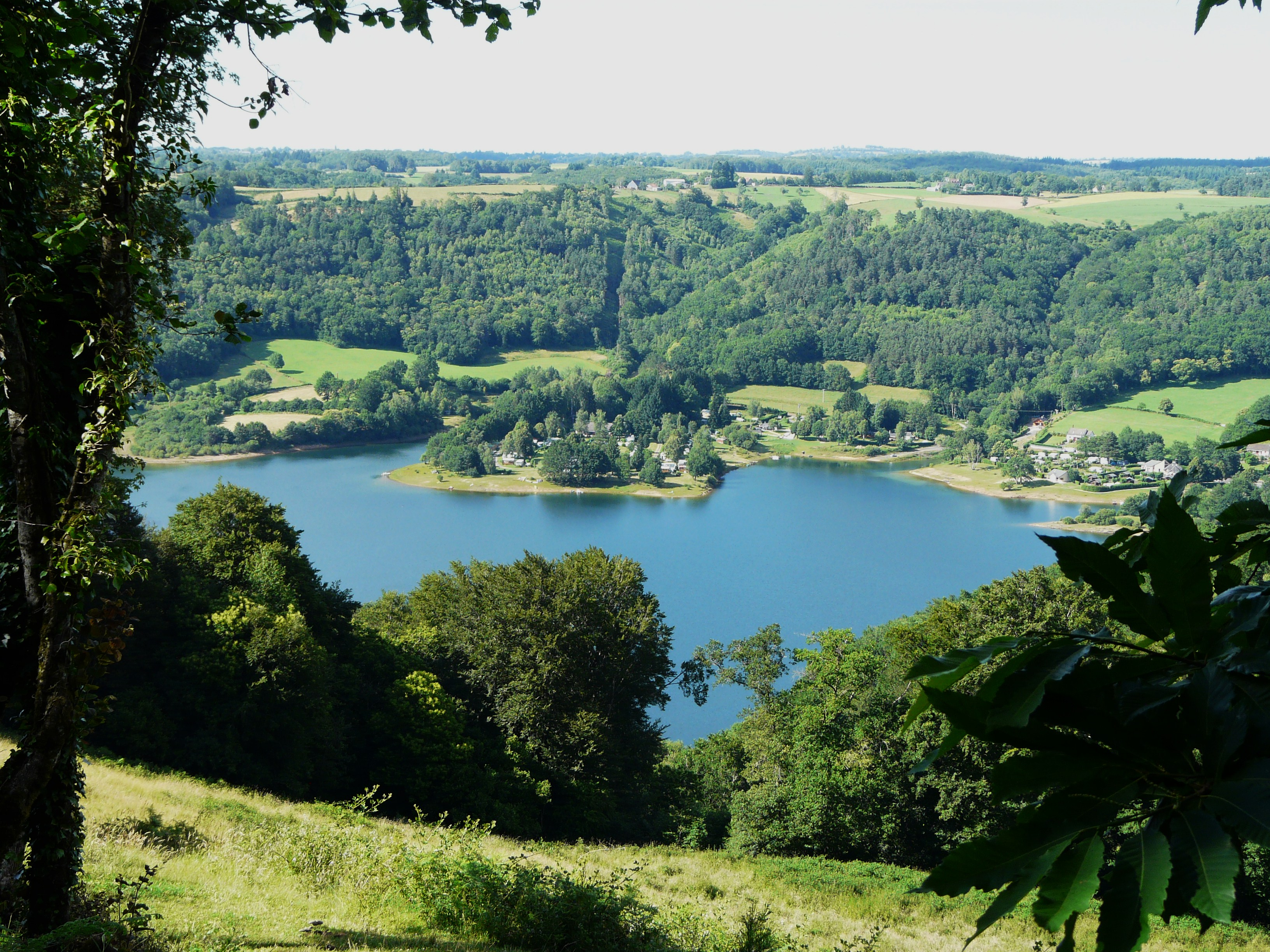
Le village de Longairoux au bord du lac de retenue.
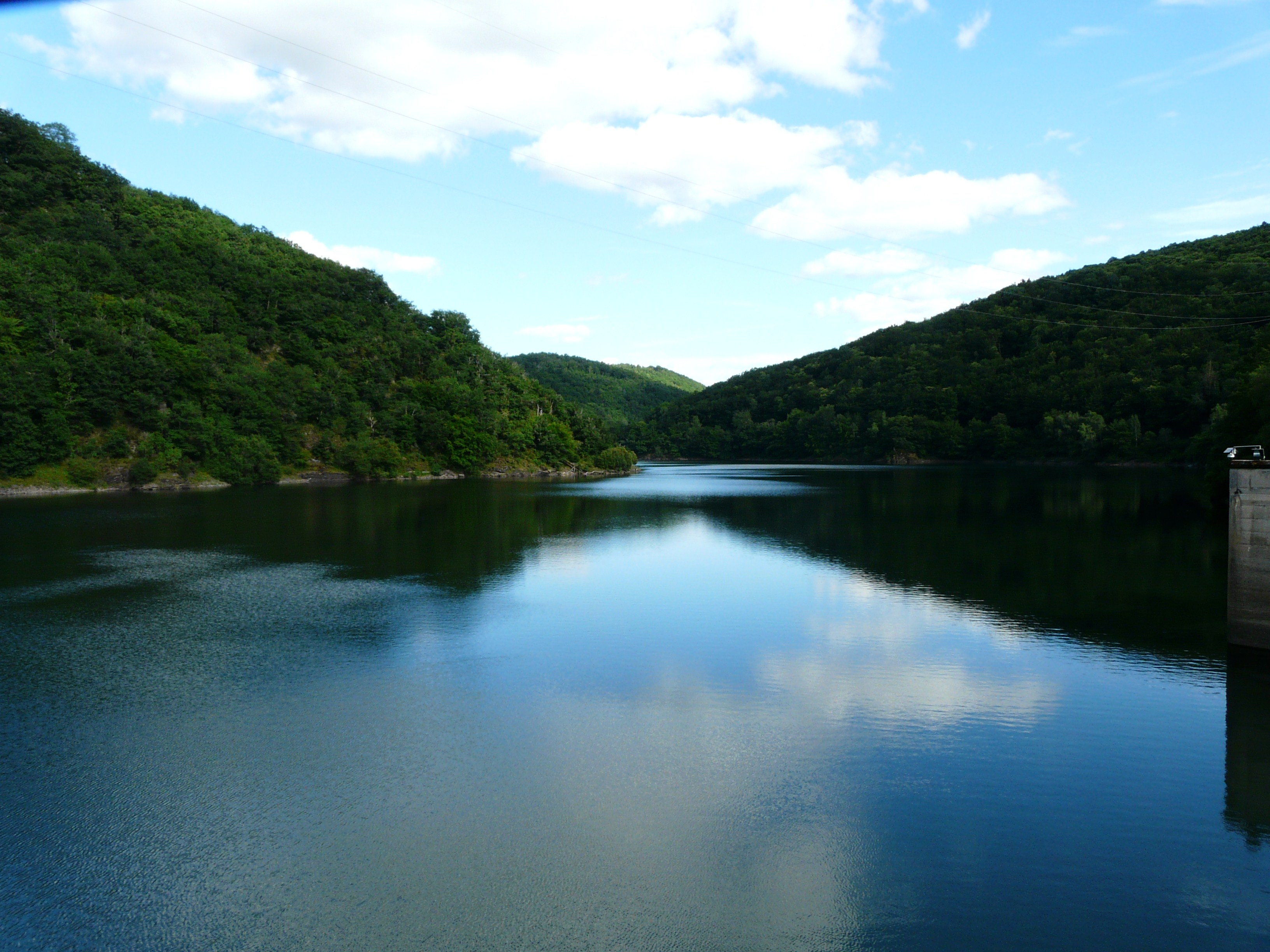
La retenue juste en amont du barrage.
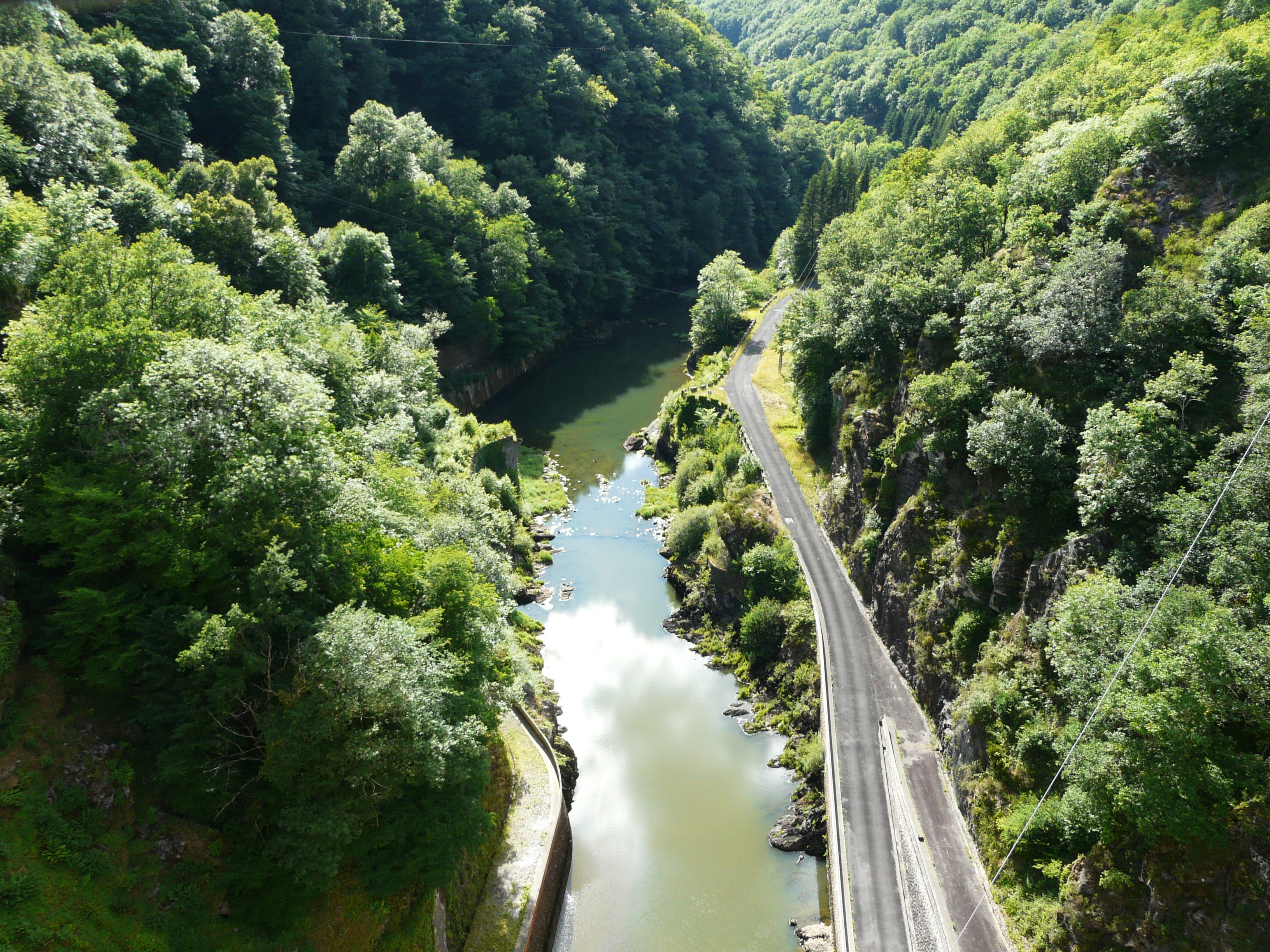
La Maronne juste en aval du barrage.